# Informant
En informant är en uppgiftslämnare, i synnerhet en person som ger upplysningar till en forskare om sin egen kultur, såsom sitt talade modersmål (dialekt, folkmål).